# MQ Весов
MQ Весов (лат. MQ Librae) — одиночная переменная звезда в созвездии Весов на расстоянии (вычисленном из значения параллакса) приблизительно 43897 световых лет (около 13459 парсеков) от Солнца. Видимая звёздная величина звезды — от +19,6m до +19m.

## Характеристики
MQ Весов — пульсирующая переменная звезда типа RR Лиры (RRAB).